# 饕餮
饕餮（とうてつ、拼音: tāotiè）とは、中国神話の怪物あるいは霊獣の一つ。

## 概要
体は牛か羊で、曲がった角、虎の牙、人の爪、人の顔などを持つ。饕餮の「饕」は財産を貪る、「餮」は食物を貪るの意である。何でも食べる猛獣、という印象から転じて、魔を喰らう、という考えが生まれ、後代には魔除けの意味を持つようになった。
『春秋左氏伝』では渾敦（）、窮奇（）、檮杌（）とともに「四凶」の一つとされる。
東方朔の『神異経』には「西南方有人焉、身多毛、頭上戴豕。貪如狼惡、好自積財、而不食人穀。強者奪老弱者、畏群而擊單。名曰饕餮。《春秋》言饕餮者、縉雲氏之不才子也。一名貪惏、一名強奪、一名凌弱。此國之人皆如此也」という記述がある。
饕餮文を蚩尤を表しているとする文献があることや、同じ炎帝の子孫とされていることから本来饕餮は蚩尤と同一の存在だったのではないかと考えられている。また、『山海経』に登場する狍鴞（ほうきょう）という獣も饕餮と同一とされる。

## 歴史
殷代から周代にかけて饕餮文（）と呼ばれる模様が青銅器や玉器の修飾に部分的に用いられる。この頃の王は神の意思を人間に伝える者として君臨していた。その地位を広く知らしめ、神を畏敬させることで民を従わせる為に、祭事の道具であるこのような器具に饕餮文を入れたものとされる。良渚文化の玉琮には、饕餮文のすぐ下に王の顔が彫られたものも出土している。ただし、これらの装飾が当初から饕餮と呼ばれる存在の描写であったという証拠は何もなく、後世に饕餮文と呼ばれているだけである。そのため、中国考古学の専門家である林巳奈夫はこれを「獣面紋」と呼んでいる。
明代には、竜の子である「竜生九子」の一つで、その五番目に当たるとされた。飲食を好むという。